# Parsi Coloni five gardens
 (juillet 2010).
Si vous disposez d'ouvrages ou d'articles de référence ou si vous connaissez des sites web de qualité traitant du thème abordé ici, merci de compléter l'article en donnant les références utiles à sa vérifiabilité et en les liant à la section « Notes et références ».
Parsi Coloni five garden est un quartier de Dadar (en) qui est lui-même une partie de Bombay.

## Caractéristiques
Contrairement au reste de Dadar et, comme son nom l'indique, Five Gardens est une localité constituée de 5 jardins.
Dans Dadar, c'est une oasis de verdure où les habitants des alentours se rendent pour marcher ou courir tôt le matin ou dans la soirée.

## Évolution
Cette zone, presque exclusivement habitée par des parsis, a connu depuis quelques années une forte pression immobilière qui a conduit à détruire de vieux immeubles d'environ 4 étages pour les remplacer par des constructions qui atteignent facilement 20 étages.
Si des dispositions particulières ne sont pas prises, c'est tout un quartier typique de Bombay qui risque de faire les frais des promoteurs immobiliers. La population parsie diminuant, cette zone est appelée à subir des modifications importantes dans les décennies qui viennent.